# Liga de la Justicia Élite
La Justice League Elite, en inglés: (Justice League Élite) o JLÉlite, es una serie limitada de cómics publicada mensualmente por DC Comics entre 2004 y 2005, creando a su vez a un grupo de superhéroes encubiertos derivado de la Liga de la Justicia de Morrison. El título fue creado por el escritor Joe Kelly y el dibujante Doug Mahnke.
Fue un grupo de superhéroes formado para realizar operaciones especiales que la JLA no serían "aceptables". Y su primera misión: infiltrarse en una hermandad de asesinos que están en preparativos para acabar con un blanco político... si no los descubren y acaban con ellos. Según dice:

«La Liga de la Justicia Elite se formó para intentar un equipo de superhéroes que se encargarían de "trabajos sucios" que otros superhéroes no desean hacer. "La Liga de la Justicia élite no son-exactamente-un equipo oficial-; ya que es un equipo de operaciones encubiertas-. Recién formado para cazar y eliminar las amenazas extra-normales de la Tierra antes de salir al descubierto de la gente" ( JLA: Archivos Secretos y Orígenes 2004.)»

El equipo se formó al final de JLA #100 a partir de la mayor parte de la segunda encarnación de la élite, junto a los miembros de la JLA y un par de asesinos/espías a sueldo reformados. Que operaban en Somerset, Nueva Jersey. La Elite original fue una banda de poderosos metahumanos liderados por el telépata Manchester Black, que despachaba criminales "por cualquier medio necesario", incluso el asesinato. El enfoque de "ojo por ojo" de Black llamó la atención de Superman, llevando a una guerra campal contra los supuestos héroes. Superman prevaleció, demostrando que la verdad y la justicia eran más que una mera retórica como decía Black. Mentalmente inestable desde el vamos, la derrota de Black a manos de Superman lo llevó a quitarse la vida. Se cuenta una historia remontándose al número 775 de Action Comics, donde hizo su primera aparición la Elite, un grupo de supuestos héroes por encima de la moralidad, capaces de matar o cosas peores para llegar a sus fines supuestamente buenos, este grupo terminó cuando Superman lo clausuro al demostrar que el nunca necesitó romper sus principios morales para hacer el bien, pero aquí los nuevos integrantes de Elite, creen que si se necesita un grupo de héroes encubiertos
Convocados por la misteriosa Vera Lynn Black para expiar los pecados de su errado hermano, los miembros de la Justice League Elite cazan y eliminan amenazas a la Tierra antes de que se hagan públicas. Actos encubiertos, operaciones clandestinas, todo vale para que el trabajo de la JLE sea realizado, hasta el borde de la línea pero sin cruzarla. Su mayor desafío será evitar lo peor que la humanidad tiene para ofrecer sin perder su propia humanidad en el proceso. Solo el tiempo dirá si este "gran experimento" estaba condenado desde el principio.
Llamada la "JLA oscura" que actúa como un grupo de operaciones encubiertas al servicio de los gobiernos de la humanidad en su lucha contra amenazas potenciales antes de que salgan a la luz. Realiza los trabajos sucios que la liga no se atreve a hacer. 

## Miembros
- Vera Black o Superior System: Es una cyborg cuyo cuerpo aloja un vasto arsenal. La tecnología de sus brazos también puede generar disfraces psico-holográficos casi perfectos.
- Manitou Raven: es un shaman de increíble poder místico. Después de trabajar con la JLA miles de años en el pasado, eligió forjar una vida en el presente junto con su mujer, Dawn.
- Flecha verde (Oliver Queen): Tiene una historia con Vera de su tiempo en la inteligencia británica. Actúa como táctico del grupo.
- Flash (Wally West): eligió correr con la Elite después de que trágicos eventos en su propia vida lo forzaran a cuestionarse la naturaleza reactiva de la JLA. Actualmente trabaja en ambos grupos.
- Menagerie: Recibió las armas alienígenas que cubren su cuerpo de su hermana Pam, la Menagerie original, quien fue lobotomizada por Manchester Black cuando intentó volverse contra él. hermana de la original, la cual esta en coma por culpa de Mánchester Black, ahora es ella quien controla los bichos de su hermana.
- Major Disaster: Un hosco ex-supervillano, aporta su propio toque de "clase" al equipo. Su poder de reordenar cause y efecto en el mundo físico puede colgar computadoras, pinchar ruedas o arrancar cometas del cielo.
- Kasumi: Cassandra Cain, Batgirl V, Asumió la identidad de Kasumi como el elemento de vigilancia de Batman para vigilar sus acciones. Es una asesina reformada cuyo "cuerpo de trabajo" ya es leyenda. Las sombras son tan armas suyas como las dos katanas que porta.
- Coldcast:Anterior criminal, originalmente un matón de Chicago, miembro fundador de la Elite, y finalmente inspirado por Superman para luchar por lo correcto, Coldcast puede generar y absorber muchas formas de energía.
- Naif al-Sheikh: Es un hombre brutalmente honesto que fue una vez una importante figura en el juego del espionaje internacional. Al-Sheikh fue elegido para actuar como enlace entre la Elite y los gobiernos del mundo por su integridad inquebrantable, su moral dura y su desprecio por los metahumanos uniformados.

Fue una serie limitada a 12 números creada por el escritor Joe Kelly y el dibujante Dough Mahnke, y tiene un concepto parecido al de Liga de la Justicia: Fuerza de Trabajo o al mismo Extreme Justice que lideraba el Capitán Atom.

## Recopilaciones
- Justice League Elite:
  - Volume 1 (collects: Action Comics #775, JLA #100, JLA Secret Files 2004, and Justice League Elite #1-4, 208 pages, 2005, Titan ISBN 1-84576-191-X, DC ISBN 1-4012-0481-3)[1] (En inglés)
  - Volume 2 (collects Justice League Elite #5-12, 192 pages, 2007, Titan ISBN 1-84576-632-6, DC ISBN 1-4012-1556-4)[2] (En inglés)